# Vire (quận)
Quận Vire là một quận của Pháp, nằm ở tỉnh Calvados, trong vùng Normandie. Quận này có 6 tổng và 88 xã.

## Các đơn vị hành chính

### Các tổng
Các tổng của quận Vire là: 
1. Aunay-sur-Odon
2. Le Bény-Bocage
3. Condé-sur-Noireau
4. Saint-Sever-Calvados
5. Vassy
6. Vire

### Các xã
Các xã của quận Vire, và mã INSEE là: 
| 1. Aunay-sur-Odon (14027)             | 2. Bauquay (14056)                                        | 3. Beaulieu (14052)                  |
| 4. Beaumesnil (14054)                 | 5. Le Bény-Bocage (14061)                                 | 6. Bernières-le-Patry (14065)        |
| 7. La Bigne (14073)                   | 8. Brémoy (14096)                                         | 9. Burcy (14113)                     |
| 10. Bures-les-Monts (14115)           | 11. Cahagnes (14120)                                      | 12. Campagnolles (14127)             |
| 13. Campeaux (14129)                  | 14. Carville (14139)                                      | 15. Champ-du-Boult (14151)           |
| 16. La Chapelle-Engerbold (14152)     | 17. Chênedollé (14156)                                    | 18. Condé-sur-Noireau (14174)        |
| 19. Coulonces (14187)                 | 20. Coulvain (14188)                                      | 21. Courson (14192)                  |
| 22. Dampierre (14217)                 | 23. Danvou-la-Ferrière (14219)                            | 24. Le Désert (14222)                |
| 25. Estry (14253)                     | 26. Étouvy (14255)                                        | 27. La Ferrière-Harang (14264)       |
| 28. Fontenermont (14279)              | 29. Le Gast (14296)                                       | 30. La Graverie (14317)              |
| 31. Jurques (14347)                   | 32. Landelles-et-Coupigny (14352)                         | 33. Lassy (14357)                    |
| 34. Lénault (14361)                   | 35. Les Loges (14374)                                     | 36. Maisoncelles-la-Jourdan (14388)  |
| 37. Malloué (14395)                   | 38. Le Mesnil-Auzouf (14413)                              | 39. Le Mesnil-Benoist (14415)        |
| 40. Le Mesnil-Caussois (14416)        | 41. Mesnil-Clinchamps (14417)                             | 42. Le Mesnil-Robert (14424)         |
| 43. Mont-Bertrand (14441)             | 44. Montamy (14440)                                       | 45. Montchamp (14442)                |
| 46. Montchauvet (14443)               | 47. Ondefontaine (14477)                                  | 48. Périgny (14496)                  |
| 49. Pierres (14503)                   | 50. Le Plessis-Grimoult (14508)                           | 51. Pontécoulant (14512)             |
| 52. Pont-Bellanger (14511)            | 53. Pont-Farcy (14513)                                    | 54. Presles (14521)                  |
| 55. Proussy (14523)                   | 56. Le Reculey (14532)                                    | 57. La Rocque (14539)                |
| 58. Roucamps (14544)                  | 59. Roullours (14545)                                     | 60. Rully (14549)                    |
| 61. Saint-Aubin-des-Bois (14559)      | 62. Saint-Charles-de-Percy (14564)                        | 63. Saint-Denis-Maisoncelles (14573) |
| 64. Saint-Georges-d'Aunay (14579)     | 65. Saint-Germain-de-Tallevende- la-Lande-Vaumont (14584) | 66. Saint-Germain-du-Crioult (14585) |
| 67. Saint-Jean-des-Essartiers (14596) | 68. Saint-Jean-le-Blanc (14597)                           | 69. Saint-Manvieu-Bocage (14611)     |
| 70. Sainte-Marie-Laumont (14618)      | 71. Sainte-Marie-Outre-l'Eau (14619)                      | 72. Saint-Martin-des-Besaces (14629) |
| 73. Saint-Martin-Don (14632)          | 74. Saint-Ouen-des-Besaces (14636)                        | 75. Saint-Pierre-du-Fresne (14650)   |
| 76. Saint-Pierre-la-Vieille (14653)   | 77. Saint-Pierre-Tarentaine (14655)                       | 78. Saint-Sever-Calvados (14658)     |
| 79. Saint-Vigor-des-Mézerets (14662)  | 80. Sept-Frères (14671)                                   | 81. Le Theil-Bocage (14686)          |
| 82. Le Tourneur (14704)               | 83. Truttemer-le-Grand (14717)                            | 84. Truttemer-le-Petit (14718)       |
| 85. Vassy (14726)                     | 86. Vaudry (14730)                                        | 87. Viessoix (14746)                 |
| 88. Vire (14762)                      |                                                           |                                      |